# 謝爾滕巴赫河
47°21′47″N 7°22′12″E / 47.36319°N 7.36991°E

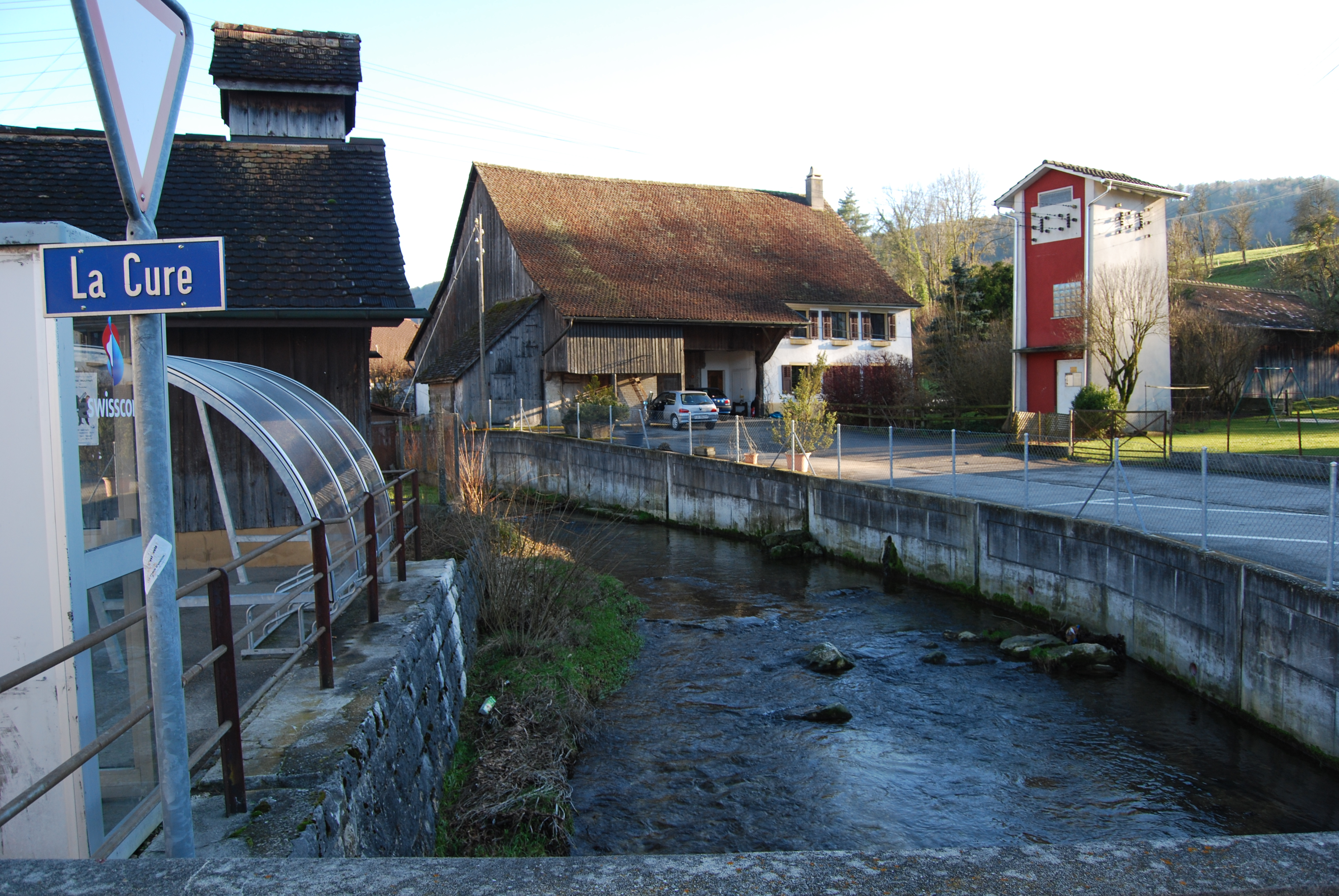

謝爾滕巴赫河是瑞士的河流，位於該國中西部，流經伯恩州和汝拉州，屬於比爾斯河的右支流，河道全長19.9公里，流域面積93.7平方公里，發源自謝爾滕，河口處在庫魯。